# Pleurothallis lehmanniana
Pleurothallis lehmanniana är en orkidéart som beskrevs av Rudolf Schlechter. Pleurothallis lehmanniana ingår i släktet Pleurothallis och familjen orkidéer. Inga underarter finns listade i Catalogue of Life.

## Bildgalleri

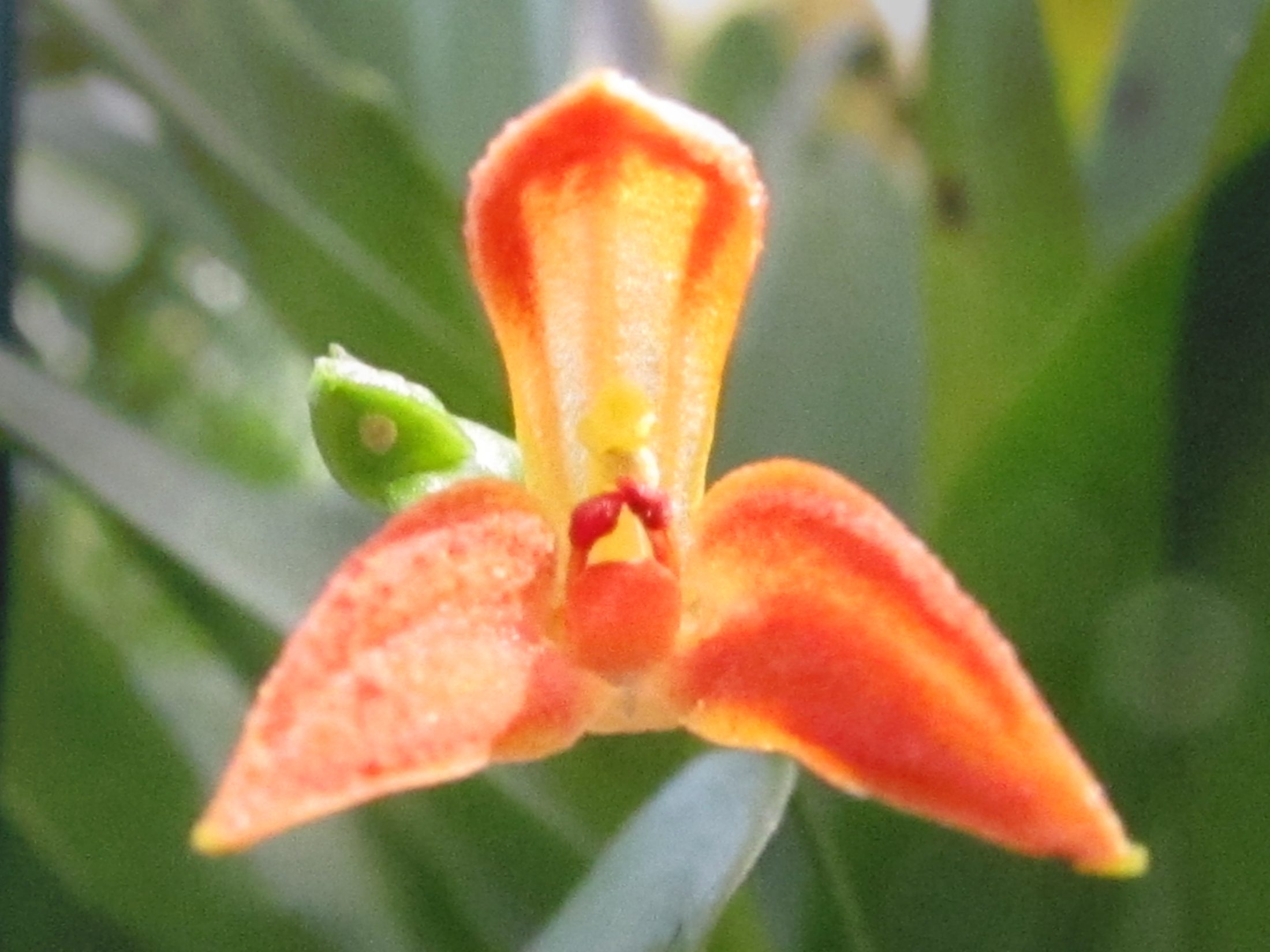